# Circondario di Rimini
Il circondario di Rimini era uno dei circondari in cui era suddivisa la provincia di Forlì.

## Storia
Il circondario di Rimini, parte della provincia di Forlì, venne istituito nel 1859, in seguito ad un decreto dittatoriale di Carlo Farini che ridisegnava la suddivisione amministrativa dell'Emilia in previsione dell'annessione al Regno di Sardegna.
Il circondario venne soppresso nel 1926 e il territorio assegnato al circondario di Forlì.

## Geografia antropica

### Suddivisioni amministrative
Nel 1863, la composizione del circondario era la seguente:
- mandamento I di Rimini
  - comuni di Rimini; Verucchio
- mandamento II di Coriano
  - comuni di Coriano; Misano in Villa Vittoria; Monte Colombo; Monte Scudo; Morciano di Romagna; San Clemente
- mandamento III di Sant'Arcangelo
  - comuni di Poggio Berni; Sant'Arcangelo; Scorticata
- mandamento IV di Saludecio
  - comuni di Gemmano; Mondaino; Montefiorito; Montegridolfo; Saludecio; San Giovanni in Marignano